# Overtake!
Overtake! (オーバーテイク! Ōbāteiku!?) es una serie de anime original producida por Kadokawa Corporation y realizada por el estudio Troyca. La historia del anime está centrado en el campeonato de Japón de Fórmula 4.

## Sipnosis
El fotógrafo freelance Kōya Madoka se encuentra en una mala racha por un motivo concreto. Mientras acude al Fuji Speedway para trabajar y realizar un reportaje, conoce a Haruka Asahina, un piloto de automovilismo de instituto. De repente, su corazón se acelera después de que jamás había sentido nada durante mucho tiempo. Desde aquel entonces, empieza a apoyar al equipo juvenil de automovilismo Komaki Motors para ayudar a Haruka a conseguir sus propios sueños.

## Personajes

### Principales
Haruka Asahina (浅雛 悠 Asahina Haruka?)
 Seiyū: Anan Furuya, Kana Ichinose (niño)
Un piloto de Fórmula 4 de la escudería Komaki Motors que es un tranquilo estudiante de secundaria, pero de comportamiento terco al igual que su padre.
Kōya Madoka (眞賀 孝哉 Madoka Kōya?)
 Seiyū: Katsuyuki Konishi
Un fotógrafo independiente se encuentra en una depresión por cierta razón.

### Komaki Motors
Futoshi Komaki (小牧 太 Komaki Futoshi?)
 Seiyū: Kenta Sasa
El propietario del equipo Komaki Motors, un pequeño equipo privado y padre de Kotarō.
Kotarō Komaki (小牧錮太郎 Komaki Kotarō?)
 Seiyū: Tasuku Hatanaka
Mecánico de Komaki Motors y amigo cercano creció como un hermano de Haruka.

### Belsorriso Team
Kyōsuke Ena (笑生 教典 E'na Kyōsuke?)
 Seiyū: Masayuki Katō
El dueño del Belsorriso Team.
Aunque el equipo en sí se centra en las clases GT500 y GT300 del Super GT, a Ena le apasiona desarrollar pilotos jóvenes y él mismo lidera el equipo de F4.
Además, aprecia mucho las habilidades de Kōya como fotógrafo y amablemente le informa sobre F4.
Satsuki Harunaga (春永 早月 Harunaga Satsuki?)
 Seiyū: Kengo Kawanishi
Un conductor alegre y talentoso que ya tiene muchas aficionadas femeninas. Su talento es muy elogiado y Ena lo está desarrollando para pasar a la Fórmula 3 y luego a la Fórmula 2.
Toshiki Tokumaru (徳丸 俊軌 Tokmaru Toshiki?)
 Seiyū: Taku Yashiro
Se considera que tiene el mismo potencial que Satsuki, pero el año pasado, chocó contra el auto de Haruka durante su audición de conductor por parte del equipo y eso lo llevó a ser contratado como conductor de apoyo de Satsuki. Por lo tanto, no está satisfecho con el papel y le guarda rencor a Haruka.
Alice Mitsuzawa (蜜澤 亜梨子 Mitsuzawa Arisu?)
 Seiyū: Reina Ueda
Una modelo promocional de Belsorriso Team. Admira a Satsuki, pero es demasiado tímida para hablar con él sin avergonzarse.
Ella es amiga de la infancia de Kotarō y asiste a la misma escuela secundaria que él y Haruka. Por ello, también apoya a Komaki Motors.

### Otros personajes
Saeko Yukihira (雪平 冴子 Yukihira Saeko?)
 Seiyū: Ayumi Tsunematsu
Editora en jefe de "Monthly Kyōka", una revista de moda para mujeres. Ella es la exesposa de Kōya y espera que él se recupere de su trauma y ahora también lo apoya ofreciéndole trabajo. Ella se interesa en Haruka (especialmente después de que Kōya le muestra la fotografía de él que tomó mientras estaba llorando tras perder una carrera) cuando le presenta a Kōya la marca "Mikazuki", una empresa de bebidas a Komaki Motors como patrocinador.

## Producción
El anime está dirigido por Ei Aoki y escrita por Ayumi Sekine. Takako Shimura proporciona los diseños de personajes originales, mientras que Masako Matsumoto adapta los diseños para la animación. A Katsuhiko Takayama se le atribuye la supervisión y Kana Utatane está componiendo la banda sonora. La serie se estrenó el 1 de octubre de 2023 en AT-X y otras redes. El tema de apertura, "Tailwind", es interpretado por VTuber Kanae, mientras que el tema de cierre es "Good Luck" de Tasuku Hatanaka. Crunchyroll obtuvo la licencia de la serie fuera de Asia, mientras que Medialink obtuvo la licencia de la serie en el sudeste de Asia y Oceanía (excepto Australia y Nueva Zelanda). Por otro lado, el anime fue transmitido en el canal de YouTube Ani-One Asia.